# First Smile
First Smile je brněnské pěvecko-taneční uskupení založené v roce 2013 Jiřím Najvarem a Tobiášem Štěpánkem. Počet členů skupiny se pohybuje okolo dvaceti. V roce 2017 se uskupení stalo oficiálně zapsaným zájmovým spolkem pod jménem Tvůrčí skupina First Smile, z. s. První předsedkyní spolku se stala Denisa Zlámalová, kterou v prosinci roku 2019 vystřídal Michal Kopal. Uskupení si na podzim 2022 zvolilo novou předsedkyni Terezu Sýsovou. First Smile vystupuje na drobných koncertech a vystoupeních jako host a pořádá pravidelné gleeshow – koncepční projekty se vzájemnou provázaností a důkladným výběrem písní. Soubor pořádal koncerty i mimo Brno, a to například ve Zlíně, Čáslavi a na Sázavě. V únoru roku 2018 vystoupil na Olympijském festivale v Brně. V roce 2016 vydal soubor singl Bridgebreaker složený Arim Dvořákem, videoklip produkovala Pavlína Taubingerová. V roce 2020 těleso uvedlo premiéru svého autorského muzikálu Hlubina, taktéž napsaný Arim, který se zároveň postaral i o text a orchestraci. Soubor je členem Unie českých pěveckých sborů. Oficiální barvy souboru jsou červená a černá.

## Představení

### First Show
Dne 25. dubna 2014 se uskutečnila první gleeshow v malém divadle pod Chrámem Spasitele. Předvedené písně ještě nebyly tematicky propojené a šlo pouze o výběr z aktuálního repertoáru souboru. Koncert nebyl ozvučený.

### Revoluce
Druhá show se uskutečnila dne 23. listopadu 2014. Měla již programní charakter a byla částečně ozvučena. Opět se uskutečnila v suterénu Chrámu Spasitele v Brně.

### Růže s trny
Dne 17. června 2015 se uskutečnila třetí gleeshow s tematikou lásky v sále na ulici Rudišova v Brně. Koncert byl již plně ozvučený. Jednalo se o první koncert ve větších prostorách.

### Cesta časem
Čtvrtá gleeshow se uskutečnila dne 11. října 2015 a byla koncipována jako chronologický průřez dějinami populární hudby. Opět se konala na Rudišové a kromě ozvučení byla show i osvětlena a byly použity další technické prostředky (např. mlhovač).

### Už můžem!
Pátá gleeshow se nesla již v profesionálním duchu. S větším odstupem mezi předchozí gleeshow a tímto představením měli tvůrci dost času na přípravu. Koncert se uskutečnil dne 22. října 2017 v Dělnickém domě v Židenicích a byl profesionálně ozvučen a osvětlen. Tématem koncertu bylo mládí a byl provázán jednotícím prvkem – židlemi, které doprovázely nové choreografie.

#### Program koncertu
- We are Young – původní interpret Fun.
- Uptown Funk – původní interpret Bruno Mars
- Born to Be Wild – původní interpret Steppenwolf
- Sex Bomb – původní interpret Tom Jones
- Born This Way – původní interpret Lady Gaga
- Summer Nights – z muzikálu Pomáda
- Don't do Sadness/Blue Wind z muzikálu Probuzení jara
- Numb – původní interpret Linkin Park
- Bridgebreaker – autorská píseň člena souboru Ariho Dvořáka
- Some Nights – původní interpret Fun.[8]
- Counting Stars – původní interpret One Republic
- Man in the Mirror – původní interpret Michael Jackson[9]
- Somebody to Love – původní interpret Queen
- Love Runs Out – původní interpret One Republic

### Filmová gleeshow
První gleeshow, která byla doprovázena živou hudbou, se uskutečnila dne 7. dubna 2019. Tématem byly filmové hity. Do kapely usedlo 7 muzikantů a dirigování se ujal Jiří Najvar, který pro těleso sepsal vlastní aranže celého repertoáru na míru. Koncert se uskutečnil v Dělnickém domě v Brně-Židenicích a opět nechybělo profesionální ozvučení a osvětlení, ovšem již ve větším měřítku. Poprvé se soubor představil ve sjednocených černo-zlatých kostýmech, které doprovázela celá grafika. Show byla dramaturgicky provázána jednotícím prvkem, kterým byly dřevěné kostky. Jedná se o první gleeshow, u které byl spuštěn předprodej vstupenek prostřednictvím portálu SMS Ticket. Celý projekt se uskutečnil díky úspěšné kampani na Startovači, na kterou navazovala další propagace, včetně promofocení a natočení traileru. 4. dubna 2019 se o události psalo v Brněnském týdeníku. Reprízy naplánované na rok 2020 byly z důvodu pandemie covidu-19 zrušeny a obnova projektu se již neplánuje. Představení se mělo uskutečnit v novém nastudování se speciálním hostem Eliškou Urbanovou a za doprovodu kapely Soul Ožil v Brně a Lanškrouně.

#### Program koncertu
- Předehra
- Eye of The Tiger z filmu Rocky – původní interpret Survivor
- Can You Feel The Love Tonight z filmu Lví král – původní interpret Elton John
- James Bond Mashup (James Bond Theme, Goldfinger, You Only Live Twice, Diamonds are Forever, Live And Let Die, A View to a Kill, GoldenEye, Skyfall, Writing’s On The Wall)
- Take My Breath Away z filmu Top Gun – původní interpret Berlin
- Diamonds Are a Girl's Best Friend z filmu Moulin Rouge – původní interpret Marilyn Monroe
- Never Ending Story z filmu Nekonečný příběh – původní interpret Limahl
- I Like To Move It z filmu Madagaskar – původní interpret Real 2 Real[16]
- Seriálový mashup (Přátelé, Teorie velkého třesku, Dva a půl chlapa, Simpsonovi, Ženatý se závazky, Jak jsem poznal vaši matku, Červený trpaslík, Gangy z Birminghamu)
- Dirty Dancing Mashup (mashup písní (I've Had) Time of My Life a Hungry Eyes) z filmu Hříšný tanec
- I Don't Want to Miss a Thing z filmu Armageddon – původní interpret Aerosmith
- This is Me z filmu Největší showman (originální soundtrack)

#### Účinkující
Kapela:
- klávesy: Kateřina Kraftová
- elektrická kytara: Adam Hlavatý
- basová kytara: Hubert Holásek
- bicí: Petr Hortvík
- saxofon: Marek Šudák
- trumpeta: Jiří Přikryl
- pozoun: Radek Novák
- dirigent: Jiří Najvar

Členové First Smile: Markéta Bosáková, Ari Dvořák, Klára Eliášová, Veronika Jílková, Pavlína Kasslová, Julie Koh, Eliška Krausová, Lucie Kvapilová, Barbora Lahodová, Martina Němcová, Kristina Povodová, Kateřina Řezáčová, Kristýna Scheibová, Tereza Sýsová, Denisa Zlámalová, Jaroslav Bašus, Břetislav Brtník, Jakub Černý, Kamil Jelínek, Michal Kopal, Pavel Mazánek, Marek Schneider, Tobiáš Štěpánek
Sbormistr: Michal Vajda Jr.
Šéf choreografie: Veronika Jílková
Interní choreografie: Barbora Lahodová, Tereza Sýsová
Externí choreografie: Barbora Bahenská, Kateřina Opělová a Petra Pacáková
Režie scény: Tobiáš Štěpánek
Světelný design: Dalibor Chvátal
Korepetice: Michal Vajda Jr.
Inspice: Iveta Baráková
Kostýmy: Veronika Jílková
Mistr zvuku: Pavel Plch
Mistr světel: Dalibor Chvátal
Hudební aranže: Jiří Najvar
Orchestrace: Martin Konvička
Produkce: Tobiáš Štěpánek
Realizační tým: Klára Eliášová, Veronika Jílková, Pavlína Kasslová, Pavel Mazánek a Michal Vajda Jr.

### Autorský muzikál Hlubina & Muzikálová gleeshow
Člen Ari Dvořák vytvořil pro těleso autorský muzikál Hlubina, s kompletně vlastními texty, hudbou, orchestrací i námětem. První polovina představení se proto věnovala tomuto pochmurnému příběhu, odehrávajícímu se za války na dosud netknutém venkově. Obyvatelé malé vesnice odmítají připustit, že by něco mohlo být v nepořádku a oddávají se bezstarostným tancům, díky kterým mohou na blížící se válku zapomenout. Do děje vstupují dva muži, kteří se přou o řešení situace s Hlubinou – propastí poblíž vsi. Vesničané zaujímají různá stanoviska a názorově se tak rozdělí. Jak konflikt eskaluje, Hlubina se stává symbolem zla a utrpení. Lidé si vytváří svou vlastní válku, zatímco skutečná hrozba se pomalu, ale jistě blíží. Muzikál je volným tematickým i hudebním navázáním na stejnojmennou skladbu uvedenou v rámci gleeshow Cesta časem v roce 2015. Muzikál byl doprovázen rozšířeným smyčcovým kvartetem, který sám autor dirigoval a zároveň spouštěl originálně vytvořené elektronické samply. Doprovázená hudba tak spojovala nové i lidové prvky.
Druhá polovina představení patřila světoznámě slavným hitům a byla naprostým kontrastem k autorskému muzikálu, ať už koncepčním výběrem písní, s různorodými choreografiemi, tak i díky pestrobarevným kostýmům.
Koncert se uskutečnil dne 2. a 4. února 2020 v Dělnickém domě v Brně-Židenicích a nechybělo ani profesionální ozvučení a osvětlení. Soubor se opět představil ve zcela nových kostýmech. Představení bylo doplněno novými a originálními kulisami. Jedná se o první gleeshow, která byla kompletně v českém jazyce a měla předem naplánované dvě premiéry, každou se zcela jiným obsazením v hlavních rolích. Zároveň byla druhá premiéra věnována zesnulé fanynce Karolínce.

#### Hlubina
- Part 1 – Předehra
- Part 2 – Vesničané
- Part 3 – Rekviem
- Part 4 – Kámen, tér a prach
- Part 4,5 – Intermezzo
- Part 5 – Hlubina
- Part 6 – Kamenná
- Part 7 – Válka

#### Program Muzikálové gleeshow
- Příští den z muzikálu Bídníci
- Letní láska z muzikálu Pomáda
- Diamant je vždycky víc z muzikálu Moulin Rouge – překlad Ari Dvořák
- America z muzikálu West Side Story
- Superstar z muzikálu Jesus Christ Superstar – překlad Ari Dvořák
- Kéž slunce svítí z muzikálu Vlasy

#### Účinkující
V hlavních rolích muzikálu Hlubina:
Voják: Jaroslav Bašus, Kamil Jelínek
Slečna: Tereza Sýsová, Klára Pěchoučková
Matka: Barbora Lahodová, Lucie Kvapilová
Hlídač: Michal Kopal, Michal Kotouček
Dále účinkují: Lucie Babušíková, Klára Eliášová, Monika Janošková, Veronika Jílková, Pavlína Kasslová, Julie Koh, Monika Kratochvílová, Barbora Lahodová, Tereza Sýsová, Jaroslav Bašus, Šimon Hrdlička, Matěj Kořínek, Michal Kopal, Pavel Mazánek, Marek Schneider, Gabriel Štěpánek, Tobiáš Štěpánek
námět, hudba a text: Ari Dvořák
produkce a režie: Klára Eliášová, Veronika Jílková
rozšířené smyčcové kvarteto: Sabina Baronová, Lenka Filipová, Vladislav Ilík, Jitka Kneslová, Marek Mička, Petr Osička, Martin Šindelář
sbormistr: Michal Vajda Jr.
šéfchoreografie: Veronika Jílková
choreografický tým: Barbora Lahodová, Tereza Sýsová, Tobiáš Štěpánek
mistr zvuku: Pavel Plch
světelný design: Jan Popovský

### Křídla naděje
Osmá gleeshow souboru First Smile nesla název Křídla naděje a konala se 3. dubna 2022 v brněnském Sono Centru. Tato show měla benefiční charakter. Celý výtěžek totiž putoval organizaci Debra, která pomáhá usnadnit život lidem s nemocí motýlích křídel. Celkem se podařilo vybrat 41 762 Kč.
Gleeshow byla umělecky koncipována tak, aby písněmi zobrazovala příběh člověka se zmíněnou nemocí. Od narození, přes zjištění toho, že je nemocný, až po následný boj s touto nemocí.
Představení doprovázel orchestr pod vedením dirigenta a sbormistra souboru Filipa Novotného.

#### Účinkující
Členové First Smile: Lucie Babušíková, Pavlína Kasslová, Helena Přikrylová, Aneta Havlíčková, Monika Machalová, Michal Kopal, Kamil Jelínek, Markéta Bosáková, Renata Sasková, Nela Anna Hrdinová, Sylva Pokorná, Tereza Sýsová, Marcela Klapilová, Gabriela Sýsová, Marek Schneider, Matěj Kořínek, Elsa Krausová, Denisa Zlámalová, Martin Kraj, Matúš Horváth, Jan Augustin, Matěj Janoušek
Další účinkující: Lukáš Oleják, Nicol Cupalová, Aleš Kohout, Jáchym Šíma, No Feet
Režie: Denisa Zlámalová
Produkce: Marek Šoška
Asistent produkce: Michal Kopal
Propagace: Eva Ivánová
Sbormistr: Filip Novotný
Šéfchoreografie: Tereza Sýsová
Choreografický tým: Tereza Sýsová, Kamil Jelínek, Denisa Zlámalová, Markéta Flíčková, Kateřina Hrdinová, Daniela Berková, Šimon Hrdlička
Umělecká konzultace: Lenka Bartolšicová
Hudební aranže a orchestrace: Jiří Najvar, Martin Konvička, Čeněk Kraut, Elizaveta Černják, Filip Novotný, Tereza Sýsová, Denisa Zlámalová
Světelný plán: Denisa Zlámalová, Martin Nakládal, Jiří Sklenák, Vojtěch Rampula
Mistr zvuku: Vilém Friml
Dirigent: Filip Novotný
Orchestr:
- Trubka: Barbora Ticháčková
- Alt saxofon: Martin Richter
- Baryton saxofon: Čestmír Ondráček
- Bicí nástroje: Roman Kobiela
- Kytara: Patrik Bauman, Oldřich Engelhart
- Baskytara: Martin Štěpánek
- Klávesy: Martin Štěpánek Jr.
- Housle: Jakub Kilian, Marie Novotná
- Violoncello: Terezie Horáková

Make-up: Kristýna Kovářová. Romana Staňková Janečková
Kamera: Lukáš Bastl, Lukáš Pánek, Sabina Eichnerová
Střih: Denisa Zlámalová
Úprava zvuku: Filip Novotný

#### Program Křídel naděje
- Mashup We Are The World/Heal The World - původní interpret Michael Jackson
- Can You Feel The Love Tonight - původní interpret Elton John
- Take On Me - původní interpret a-ha
- Taneční vystoupení skupiny NoFeet
- You And Me - z filmu Následníci 2
- A Little Party Never Killed Nobody - původní interpret Fergie, Q-Tip a GoonRock
- Incident At Isla Nublar - John Williams, z filmu Jurský Park
- Take Me To Church - původní interpret Hozier
- I Like To Move It - původní interpret Reel 2 Real
- This Is Me - původní interpret Keala Settle, z filmu Největší Showman
- Perfect - Ed Sheeran
- Always Be Together - Little Mix
- Mashup We’re All In This Together, High Hopes, Happy
- přídavek I’ll Be There For You - ze seriálu Přátelé

### Dětskýma očima
Soubor se pro svoji devátou gleeshow vrátil do Dělnického domu v Židenicích a své publikum nostalgicky navrátil do dětských let. Představení s názvem Dětskýma očima se konalo 14. října 2023.  Obsahovalo písně od studia Disney, které v témže roce slavilo 100 let. Show proto byla určena i rodinám s dětmi. Zazněly zde ty nejznámější pohádkové písně - od těch nejstarších pohádek až po ty nejnovější. Ukázka z této gleeshow je dostupná zde. 

#### Účinkující
Členové First Smile: Tereza Sýsová, Lucie Babušíková Sysa Pokorná, Elsa Krausová, Helena Přikrylová, Natálie Machalová, Adéla Valach, Barbora Flaxová, Veronika Šelemberková, Denisa Zlámalová, Lucie Pifková, Monika Mária Machalová, Gabriela Sýsová, Michal Kopal, Martin Kraj, Filip Jakša, Marek Schneider, Matěj Kořínek, Matěj Janoušek, Kamil Jelínek, Svatopluk Čech
Vedení projektu: Kamil Jelínek, Denisa Zlámalová, Tereza Sýsová, Matěj Kořínek, Elsa Krausová
Sbormistr: Dominik Pernica
Choreografie: Tereza Sýsová, Denisa Zlámalová, Gabriela Sýsová, Barbora Flaxová, Matěj Kořínek, Kamil Jelínek, Elsa Krausová
Režie: Denisa Zlámalová
Zvuk: Pavel Plch
Světla: Tomáš Resler, Klára Pěchoučková, Vojta Rampula

#### Program gleeshow Dětskýma očima
- Přej si, přej + Bibidi-Babidi-Bů - z pohádek Pinocchio a Popelka
- Superkalifradžilistikexpijalidózní - z pohádky Mary Poppins
- Moudrost medvědí - z pohádky Kniha Džunglí
- Já chci být jako ty - z pohádky Kniha Džunglí
- Mashup Pod hladinou a Tam toužím žít - z pohádky Malá mořská víla
- Princ Alí - z pohádky Aladdin
- Buď připraven - z pohádky Lví Král
- Barvy větru - z pohádky Pocahontas
- Zvony z Notre-Dame - z pohádky Zvoník od Matky Boží
- Odraz - z pohádky Mulan
- Neplakej, jsem tu já - z pohádky Tarzan
- Jen tak to víš - z filmu Kouzelná romance
- Já svůj sen mám - z pohádky Na vlásku
- Málem tam - z pohádky Princezna a žabák
- Otevře láska má - z pohádky Ledové království
- Každý má svý mouchy - z pohádky Ledové království
- Mashup písní z pohádky Moana
- Un Poco Loco - z pohádky Coco
- Do neznáma dál - z pohádky Ledové království 2
- Nezačínej s tím Brunem - z pohádky Encanto
- přídavek Cruising for a bruising - z filmu Teen Beach Movie

### Don't Stop
Pro svoji výroční desátou gleeshow chystá First Smile sborové verze známých popových a rockových hitů od osmdesátek až po současnost. Jubilejní představení bude mít premiéru 5. dubna 2025 opět v Dělnickém domě v brněnských Židenicích. Součástí show bude i výstava rekvizit a kostýmů od založení sboru až po současnost. Soubor pro tuto příležitost zároveň vytvořil i limitovanou edici triček a plátěných tašek, které na sobě mají design složený z fotek ze všech předchozích gleeshow.

## Umělecké vedení

### Sbormistři
- Jiří Najvar (2013–2014)
- Tobiáš Štěpánek (2013–2018, 2020)
- Michal Vajda Jr. (2018–2020)
- Filip Novotný (2020–2022)
- Dominik Pernica (2022–dosud)

### Šéfchoreografové
- Anežka Melzrová (2013–2014, 2016–2018)
- Petra Pacáková (2015–2016)
- Veronika Jílková (2018–2020)
- Tereza Sýsová (2020–dosud)

## Současní členové

### Soprán
- Tereza Sýsová (od roku 2015)
- Elsa Krausová (od roku 2018 do 2019, od roku 2021)
- Sylva Pokorná (od roku 2020)
- Helena Přikrylová (od roku 2020)
- Nadiia Hladkevych (od roku 2023)
- Adéla Humpolíková (od roku 2024)
- Gabriela Filipová (od roku 2024)

### Alt
- Denisa Zlámalová (od roku 2016)
- Gabriela Sýsová (od roku 2020)
- Monika Mária Machalová (od 2020)
- Lucie Pifková (od roku 2021)
- Vanesa Čápová (od roku 2023)
- Tereza Suchá (od roku 2023)

### Tenor
- Marek Schneider (od roku 2017)
- Filip Jakša (od roku 2022)
- Pavel Jevula (od roku 2024)
- Radek Preis (od roku 2024)

### Bas
- Kamil Jelínek (od roku 2016)
- Matěj Kořínek (od roku 2019)
- Matěj Janoušek (od roku 2021)

### Tanečníci
- Adéla Valach (od roku 2023)
- Barbora Flaxová (od roku 2022)
- Kateřina Haufová (od roku 2024)
- Alexandra Brychtová (od roku 2024)